# Пам'ятник Мініну та Пожарському
Па́м'ятник Мі́ніну й Пожа́рському — скульптурна група з бронзи, створена українцем Іваном Мартосом, що встановлена біля Собору Василія Блаженного на Красній площі Москви.

## Сюжет
Присвячений громадянину Кузьмі Мініну й князю Дмитру Михайловичу Пожарському, керівникам другого народного ополчення під час польської інтервенції в Смутні часи, та їхньої ролі в перемозі над Польщею в 1612 році.
Сцени на п'єдесталі пам'ятника:

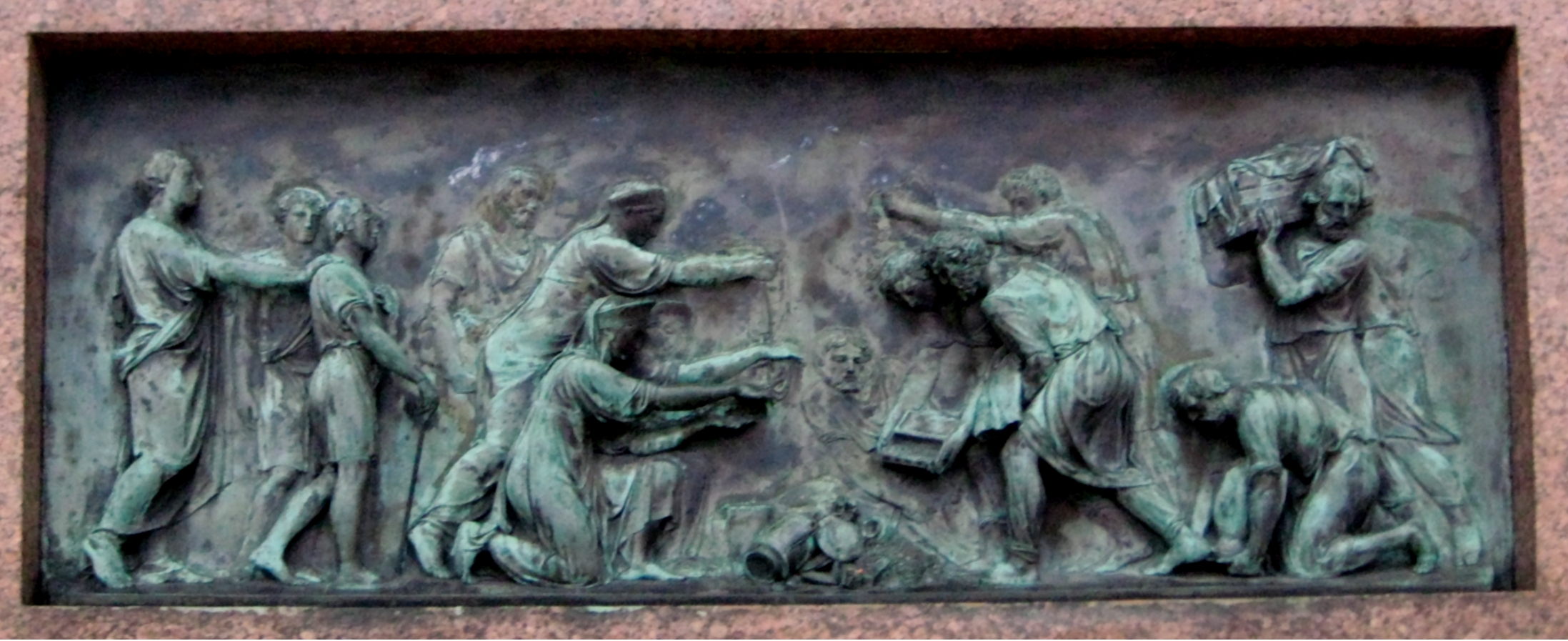
Передній горельєф зображує громадян-патріотів, які жертвують своє майно на благо Батьківщини. Зліва — сам скульптор Мартос, який віддав Вітчизні двох синів (один із них загинув 1813 року).
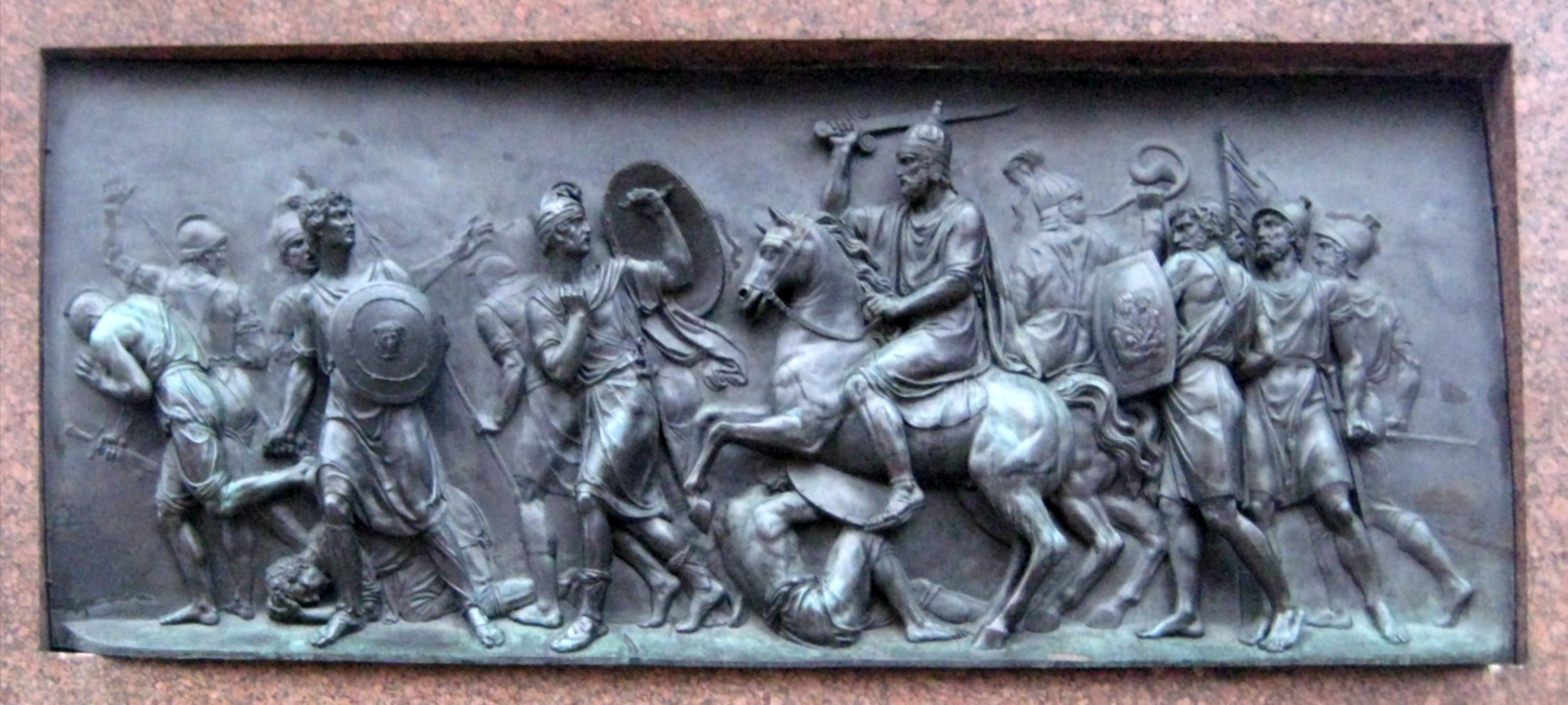
На задньому горельєфі — зображення князя Пожарського, що жене поляків із Москви.

Пам'ятний напис на постаменті:

## Історія створення
З пропозицією почати збір коштів на спорудження пам'ятника виступили в 1803 році члени Вільного товариства любителів словесності, наук і мистецтв. Спочатку пам'ятник передбачалося встановити в Нижньому Новгороді — місті, де було зібрано ополчення.

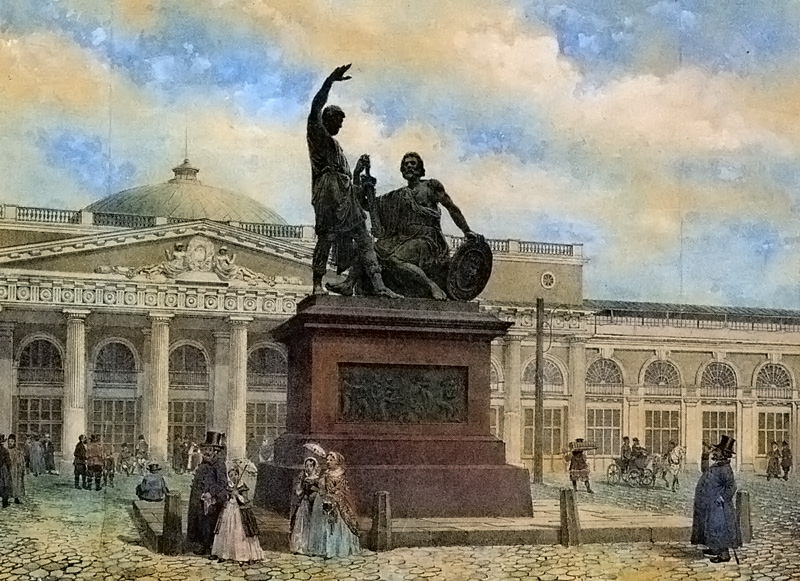
Пам'ятник Мініну й Пожарському біля Верхніх Торгових Рядів у середині 1850-х років. Літографія Даціаро за оригіналом Ф. Бенуа.

Український скульптор Іван Мартос відразу ж приступив до роботи над проектом пам'ятника. У 1807 році він публікує гравюру з першої моделі пам'ятника, де народних героїв Мініна й Пожарського представляє російському суспільству як визволителів країни від іноземного ярма.
У 1808 році жителі Нижнього Новгорода звернулися за найвищим зволенням запросити інших співвітчизників до участі в створенні пам'ятника. Пропозиція була схвалена імператором Олександром I, який всіляко підтримував ідею зведення пам'ятника.
У листопаді 1808 скульптор Іван Мартос переміг у конкурсі на найкращий проект пам'ятника і було видано імператорський указ про збір коштів у всій Росії. Імена доброчинців були надруковані і оприлюднені.
Враховуючи важливість пам'ятника для російської історії, було вирішено встановити його в Москві, а в Нижньому Новгороді — встановити мармуровий обеліск на честь Мініна й князя Пожарського.
Інтерес до створення пам'ятника був і без того великий, але після франко-російської війни 1812 року він зріс іще більше. Громадяни Російської Імперії бачили в цій скульптурі символ перемоги.

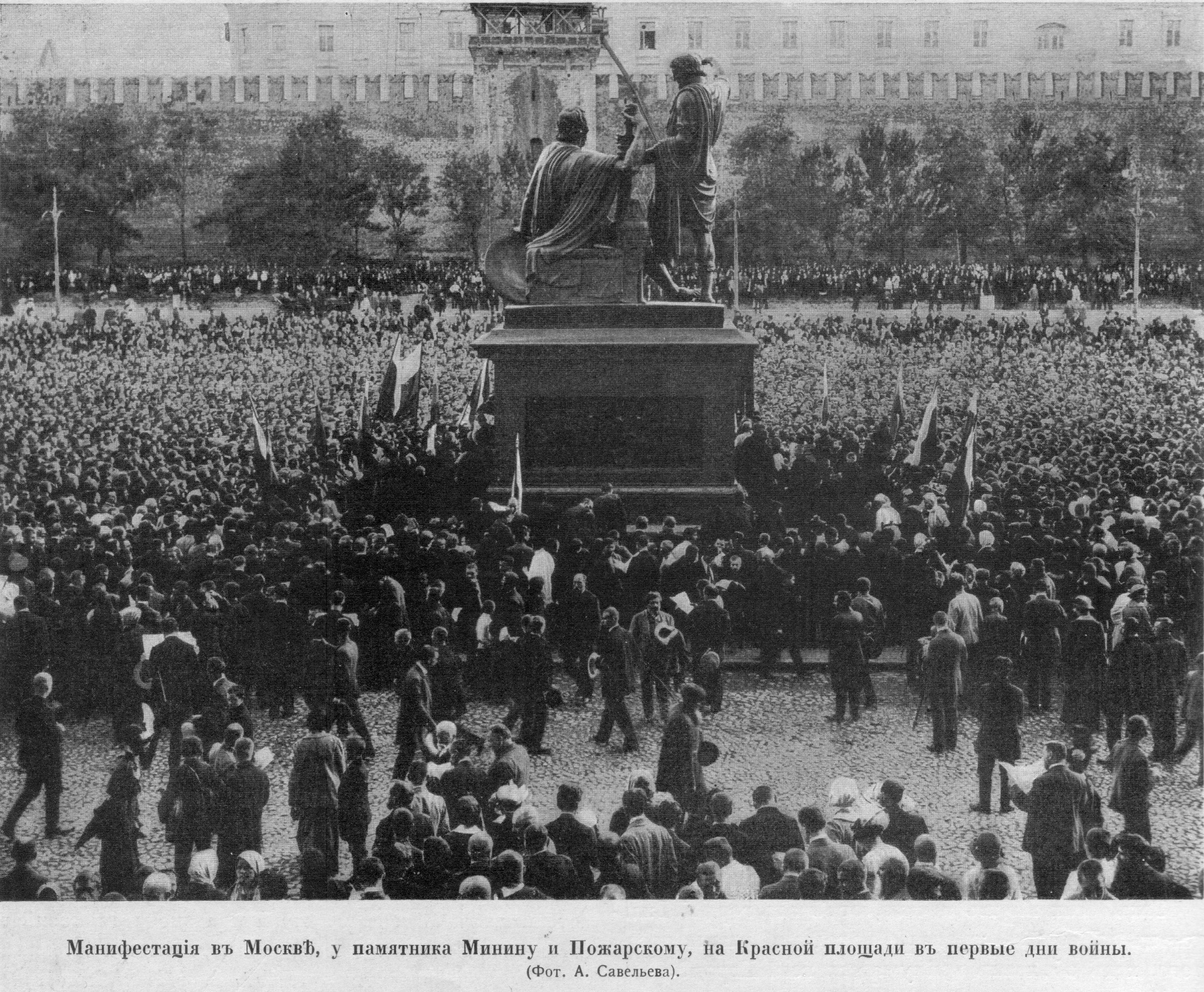
Маніфестація біля пам'ятника в перші дні Першої світової війни. Видно розташування пам'ятника в центрі Красної площі. Фото А. Савельєва. 1914.

### Створення пам'ятника
Роботи зі створення пам'ятника були розпочаті в кінці 1812 року під керівництвом Мартоса. Мала́ модель пам'ятника була закінчена в середині 1812 року, франко-російська війна не вплинула на хід робіт. Тоді ж Мартос починає виготовлення великої моделі й на початок 1813 року модель була відкрита для публіки. Роботу високо оцінила Імператриця Марія Федорівна (4 лютого) та члени академії мистецтв.
Відливання пам'ятника було доручено Василю Єкимову — ливарному майстру академії мистецтв, — який після закінчення підготовчих робіт зробив це 5 серпня 1816 року. Для плавки було підготовлено 1100 пудів (приблизно 18 т) міді, плавили її 10 годин. Виготовлення настільки колосального монумента однією плавкою було виконано вперше в європейській історії.
Для п'єдесталу пам'ятника спочатку передбачалося використати сибірський мармур, але через значні розміри було вирішено виготовити його з граніту. Величезні камені були доставлені в Санкт-Петербург із берегів Фінляндії. П'єдестал, що складається з трьох цільних шматків, був виготовлений каменярем Сухановим.
Доставити пам'ятник із Санкт-Петербурга в Москву, враховуючи його розміри й вагу, вирішили водним маршрутом: через Маріїнський канал — до Рибінська, далі — Волгою до Нижнього Новгорода, потім — угору Окою (до Коломни) і Москвою-рікою. 21 травня 1817 пам'ятник був відправлений із Санкт-Петербурга і 2 вересня того ж року доставлений до Москви.
У той же час було остаточно визначено місце встановлення пам'ятника в Москві — Красна площа (хоча раніше для цього передбачалося місце на площі біля Тверських воріт). Конкретне місце було визначено Мартосом: середина площі, напроти входу до Верхніх торгових рядів (нині будівля ГУМу).

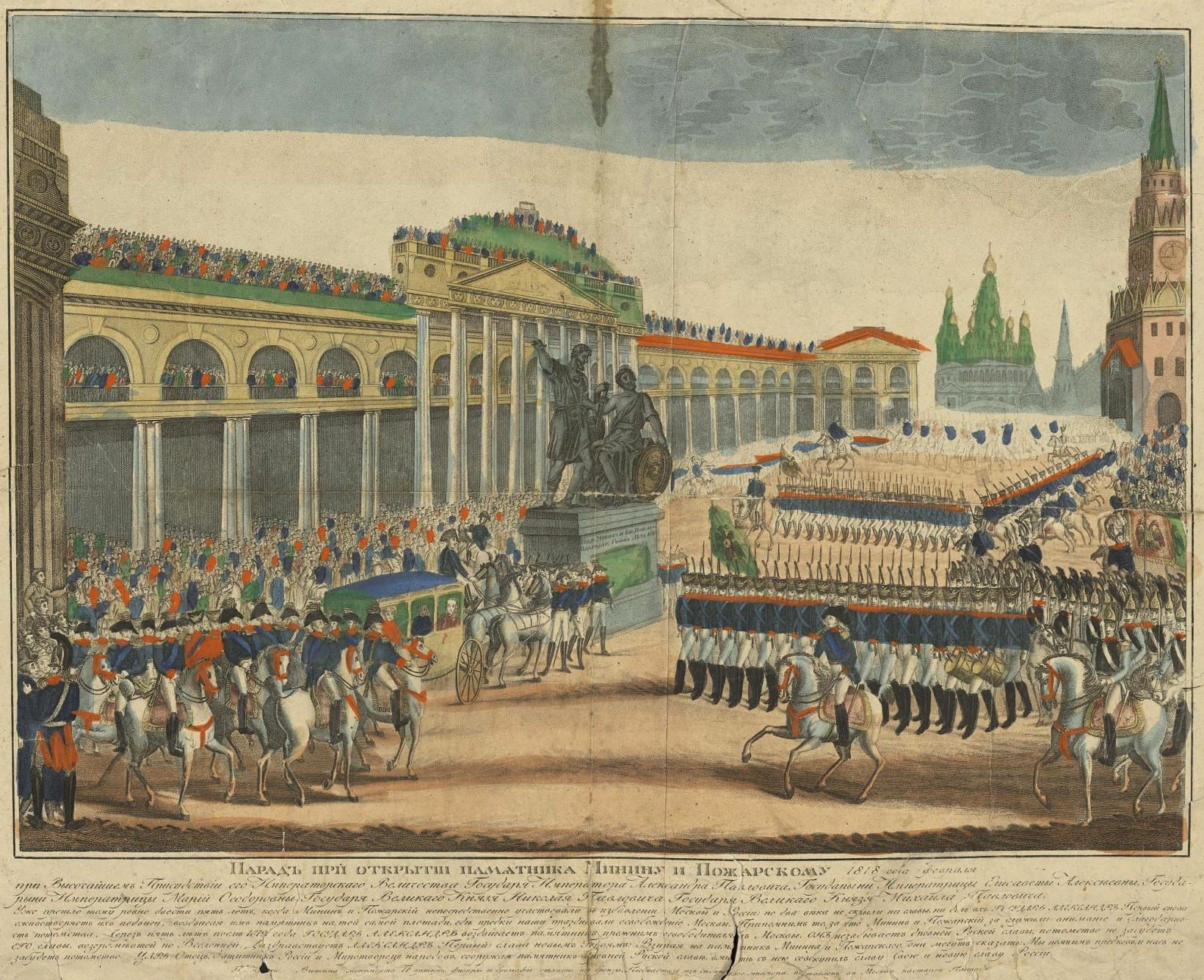
Парад під час відкриття пам'ятника Мініну й Пожарському. Гравюра XIX століття.

4 березня 1818 року відбулося урочисте відкриття пам'ятника за участю імператора Олександра І і його родини та при величезній кількості людей. На Красній площі відбувся парад гвардії.
Реставрація даного монумента почалася в листопаді 2020 року, вивозити пам'ятник з місця нинішнього розташування для цієї мети не стали, над ним побудований спеціальний павільйон. Реставрацію проводило міжобласне науково-реставраційне художнє управління (МНРХУ) та реставраційна майстерня «Спадщина».

## XX століття
У зв'язку з реконструкцією Червоної площі та зведенням Мавзолею Леніна, а також з метою звільнення простору для демонстрацій та парадів бойової техніки, у 1931 році пам'ятник перенесли до собору Василя Блаженного. На перестановку було виділено 30 000 рублів.